# Tunnel des Sauvages
Le tunnel des Sauvages est un tunnel ferroviaire français de la ligne du Coteau à Saint-Germain-au-Mont-d'Or, localisé en haut de la rampe des Sauvages, située dans les monts de Tarare. Long de 2 940 mètres, ce fut à l'origine le plus gros chantier ferroviaire de son temps. Il permet le passage du point culminant de la ligne au col des Sauvages sur la commune des Sauvages, entre Tarare et Amplepuis, dans le département du Rhône.
Mis en service en 1868 par la Compagnie des chemins de fer de Paris à Lyon et à la Méditerranée (PLM), il est toujours fréquenté par un trafic comprenant essentiellement des trains de voyageurs à double traction diesel et notamment des rames TER.

## Situation ferroviaire

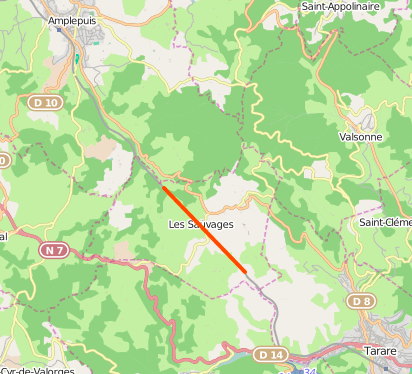
Tracé de la ligne et du tunnel en trait rouge.

Établi à 557 mètres d'altitude, le tunnel des Sauvages a son point central situé au point kilométrique (PK) 454,208 de la ligne du Coteau à Saint-Germain-au-Mont-d'Or, entre les gares d'Amplepuis et de Tarare. Il est séparé de cette dernière par le viaduc en courbe de Tarare sur la Turdine, de 274 m de long, et le tunnel de Tarare d'une longueur de 802 m.

## Histoire

### Origine
Le chemin de fer du Bourbonnais fut créé dans une convention conclue le 7 avril 1855 entre la Compagnie du chemin de fer Grand-Central de France et la Compagnie du chemin de fer de Paris à Orléans (PO). La disparition de la compagnie du Grand-Central et la création de la Compagnie des chemins de fer de Paris à Lyon et à la Méditerranée (PLM) va modifier la situation, cette dernière devenant le 19 juin 1857 concessionnaire de la ligne du Bourbonnais qui inclura une liaison de Roanne à Lyon par Tarare. En 1861 il reste 71 kilomètres de ligne à réaliser en passant par le faite de séparation des bassins de la Loire et du Rhône, situé au col des Sauvages entre Amplepuis et Tarare à une altitude qui avoisine les 760 mètres.
Pour réduire les coûts de construction de l'ouvrage, l'administration accepte de chaque côté du tunnel des rampes atteignant 26 ‰ sur une longueur de 4 910 mètres avant l'entrée coté Tarare et 4 530 mètres après la sortie.

### Travaux et ouverture
Le chantier de construction du « chemin de fer de Lyon à Roanne par Tarare », fut organisé en trois sections, le « grand tunnel des Sauvages » sera prévu sur la deuxième section entre Tarare et Amplepuis. Les travaux débutent à la fin de l'année 1863 et pour l'occasion une cérémonie réunira notamment l'entrepreneur, le directeur du chantier, des notables des communes concernées et de la ville de Lyon, avec une bénédiction et un banquet.
En 1865, le plus important ouvrage d'art de la ligne n'est qu'à moitié percé, les difficultés sont très importantes. On rencontre dans le percement des couches de porphyre et beaucoup de venues d'eaux souterraines. Il reste encore 1 457 mètres à réaliser. Un an après, en août 1866, alors que le reste de la ligne de part et d'autre d'Amplepuis et Tarare est terminée et entre en service, les difficultés rencontrées pour le percement reportent la prévision d'ouverture de la ligne à la fin octobre 1867. La fin du chantier est encore repoussée aux premiers mois de 1868. Le percement est enfin terminé, le 14 avril 1868 et le 24 août le préfet annonce aux conseillers l'achèvement du chantier du grand tunnel.
Les 14 kilomètres du tronçon d'Amplepuis à Tarare, avec le tunnel des Sauvages, sont ouverts à l'exploitation le 19 octobre 1868.

## Caractéristiques
Le tunnel est composé d'un seul tube pour une longueur de 2 940 m, avec deux voies non électrifiées, de 5 puits d'aération répartis dans la voûte sur toute sa longueur, débouchant dans la forêt située sur le dessus, dont le plus profond est de 150 m de hauteur.